# Benton Harbor
Benton Harbor – miasto (city) w hrabstwie Berrien, w południowo-zachodniej części stanu Michigan, w Stanach Zjednoczonych, położone nad jeziorem Michigan, na wschodnim brzegu rzeki St. Joseph, naprzeciw miasta St. Joseph, oraz nad uchodzącą do niej rzeką Paw Paw. W 2013 roku miasto liczyło 10 020 mieszkańców.
Początkowo była to część miasta St. Joseph, zwana Brunson Harbor. W 1869 roku Benton Harbor zostało założone jako osobna wieś, w 1891 roku uzyskała ona status miasta. Nazwa Benton Harbor upamiętnia senatora Thomasa Harta Bentona.
W latach 60. i 70. XX wieku w mieście nastąpiła zapaść gospodarcza, w której rezultacie doszło do znacznego spadku liczby ludności. Pod koniec lat 90. XX wieku rozpoczęto prace na rzecz rewitalizacji miasta. Według amerykańskiego urzędu statystycznego w latach 2009–2013 48,4% mieszkańców Benton Harbor żyło poniżej progu ubóstwa (niemal trzykrotnie więcej niż średnia stanu Michigan).
W mieście swoją siedzibę ma uczelnia Lake Michigan College (zał. 1946), znajduje się tutaj także oddział Siena Heights University (otworzony w 1982).